# Martînți, Lebedîn
Martînți (în ucraineană Мартинці) este un sat în comuna Pavlenkove din raionul Lebedîn, regiunea Sumî, Ucraina.

## Demografie
Componența lingvistică a localității Martînți
     Ucraineană (100%)
Conform recensământului din 2001, toată populația localității Martînți era vorbitoare de ucraineană (100%).